# Андрей Юродивый
Андре́й Юро́дивый (Андрей Константино́польский, Андрей Царегра́дский, греч. ̓Ανδρέας ὁ Σαλός; ум. в 936 году) — константинопольский юродивый, в честь явления которому Богородицы установлен праздник Покрова. Причислен к лику святых; день памяти: 2 октября (15 октября).

## Биография
Андрей, родом из Скифии, был рабом богатого константинопольского сановника Феогноста. Отрок был прекрасен собою и отличался добрым нравом, поэтому и стал любимым рабом Феогноста, а в дальнейшем последний отдал Андрея обучаться Священному Писанию.
Принявший аскетический подвиг юродства, Андрей был изгнан своим хозяином и жил в бедности и холоде, терпеливо перенося насмешки и унижения окружающих.
Позже Андрей Юродивый, по данным из агиографических источников, сподобился видения Пресвятой Богородицы, что впоследствии нашло своё отражение в празднике Покров Пресвятой Богородицы, отмечаемом православными и католиками восточного обряда.
Когда Константинополь (Царьград) был окружён неприятельскими войсками, жители его в страхе собрались в храме Пресвятой Богородицы на Влахернах, где правилась всенощная. Андрей также присутствовал и молился на службе. Когда служба подходила к концу, Андрей увидел осеняемую светом Богоматерь в сопровождении ангелов и святых. Дева Мария после долгой коленопреклонённой молитвы со слезами сняла со своей головы ясный плат — мафорий (греч. мафорион) и широко простёрла этот покров над народом в церкви, обеспечивая их защиту. Это видение и знак означали спасение жителей города от нашествия, и войска противника вскоре действительно отступили.
Память совершается Русской православной церковью 15 октября (2 октября по юлианскому календарю), сразу после праздника Покрова Богородицы, (аналогично празднованию памяти участников событий на следующий день после некоторых великих праздников), другими церквями греческой традиции — 28 мая.
Пространное греческое Житие Андрея Юродивого было переведено на древнерусский язык в XII веке (предположительно на севере — в Новгороде, ввиду древненовгородских черт во многих списках) и стало очень популярно на Руси. Существуют и оригинальные русские произведения с участием Андрея Юродивого.

## Различные версии жития святого
До настоящего времени сохранилось более 110 греческих рукописей, где приводятся разные редакции жития, самая древняя из которых — унциальный фрагмент 2-й половины X века. Согласно житию, святой жил во времена императора Льва Великого (Льва I) и преподобного Даниила Столпника.
Ряд анахронизмов в тексте и его сходство с биографиями других юродивых — Симеона Эмесского, Василия Нового, Нифонта Кипрского — заставили его первого издателя К. Яннинга отнести время жизни Андрея Юродивого к правлению императора Льва VI (886—912 гг.), а создание жития — к X веку. Архиепископ Сергий (Спасский), соглашаясь с указанной датировкой, указал на позднее появление имени святого в греческих синаксарях (XII век).
По мнению Измаила Срезневского, могло существовать древнее житие преподобного, написанное в VI веке и переработанное в середине X века. С. Манго считал, что житие Андрея Юродивого было создано в конце VII века.